# Gelles
Gelles ist eine französische Gemeinde mit 931 Einwohnern (Stand: 1. Januar 2022) im Département Puy-de-Dôme in der Region Auvergne-Rhône-Alpes. Gelles gehört zum Arrondissement Issoire und zum Kanton Orcines (bis 2015: Kanton Rochefort-Montagne). Die Einwohner werden Gellois genannt.

## Geographie
Gelles liegt etwa 24 Kilometer westlich von Clermont-Ferrand. Umgeben wird Gelles von den Nachbargemeinden Cisternes-la-Forêt im Norden und Nordwesten, Bromont-Lamothe im Norden, Saint-Pierre-le-Chastel im Osten und Nordosten, Olby im Osten, Saint-Pierre-Roche im Osten und Südosten, Perpezat im Süden, Heume-l’Église im Süden und Südwesten sowie Prondines im Westen.
An der östlichen Gemeindegrenze verläuft der Fluss Miouze und mündet dort auch in die Sioule.

## Bevölkerung
| Jahr                       | 1962 | 1968 | 1975 | 1982 | 1990 | 1999 | 2006 | 2013 |
| Einwohner                  | 1165 | 1127 | 1047 | 1025 | 983  | 911  | 915  | 908  |
| Quellen: Cassini und INSEE |      |      |      |      |      |      |      |      |

## Sehenswürdigkeiten
- Kirche Saint-Georges aus dem 12. Jahrhundert
- Kirche Saint-Jean in Monges, Anfang des 20. Jahrhunderts erbaut

## Persönlichkeiten
- Damien Grangeon (1857–1933), römisch-katholischer Ordensgeistlicher und Apostolischer Vikar von Quinhon

## Weblinks

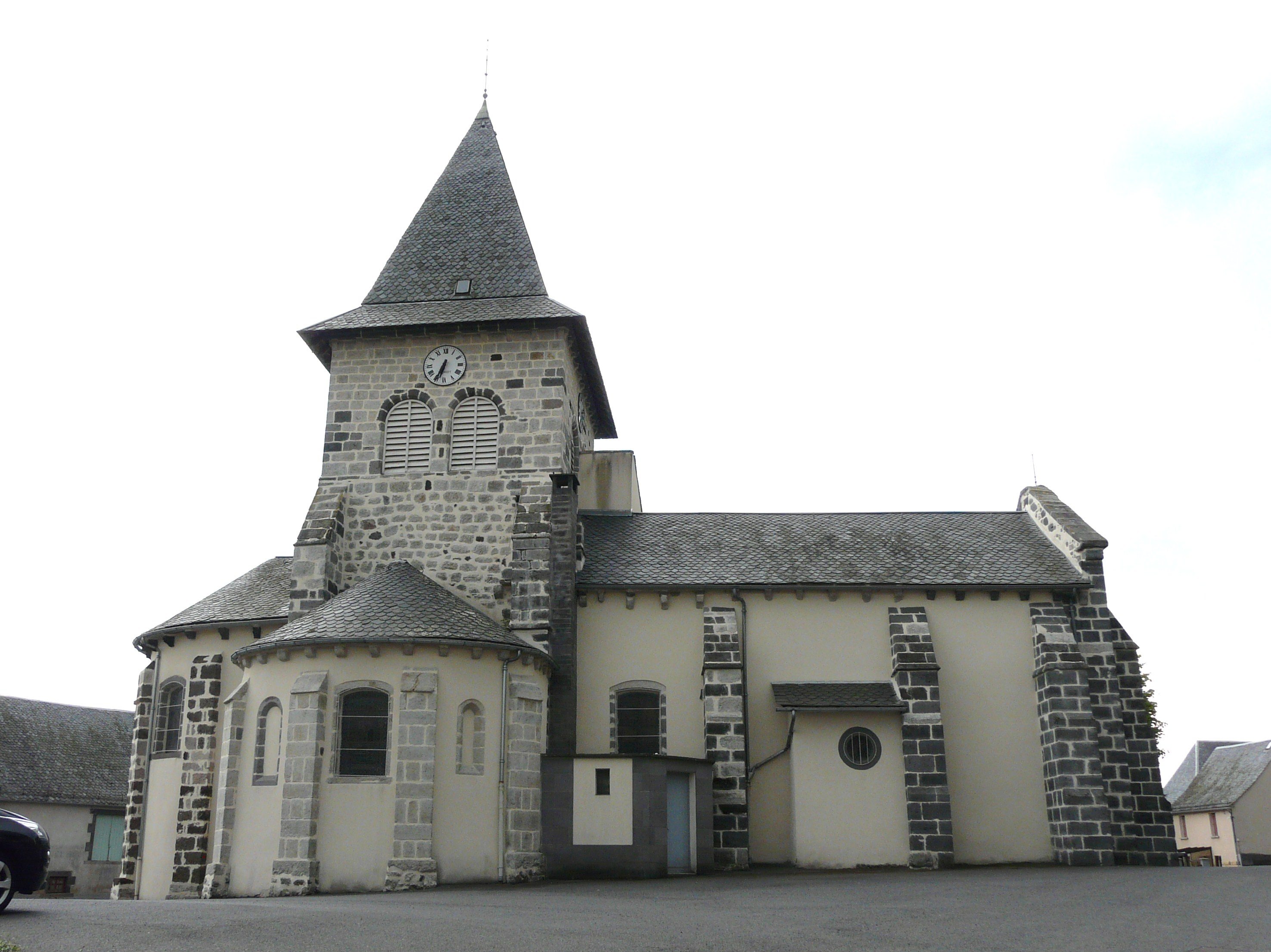
Kirche Saint-Georges